# Porsestraße 14

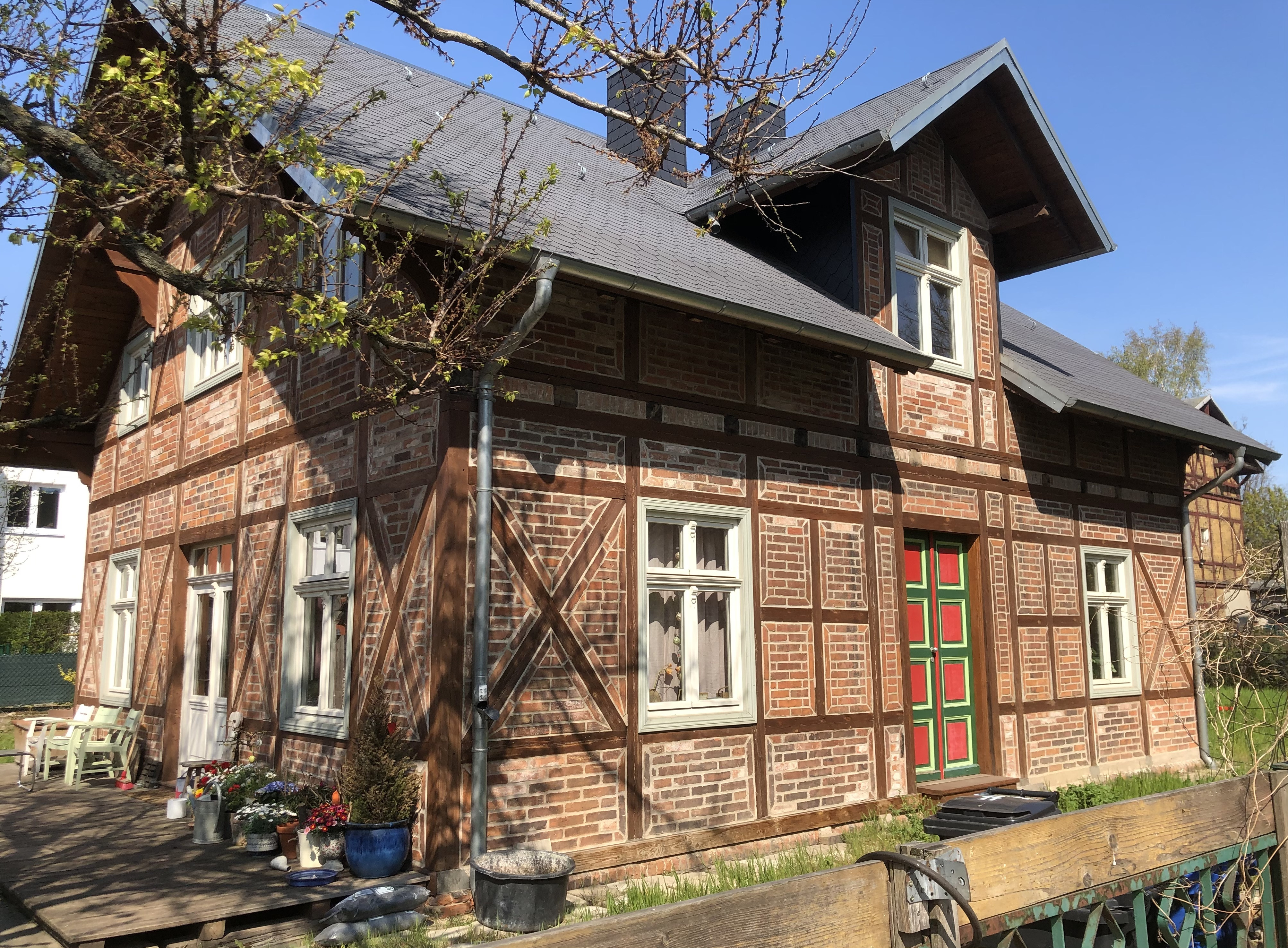
Südseite, 2021

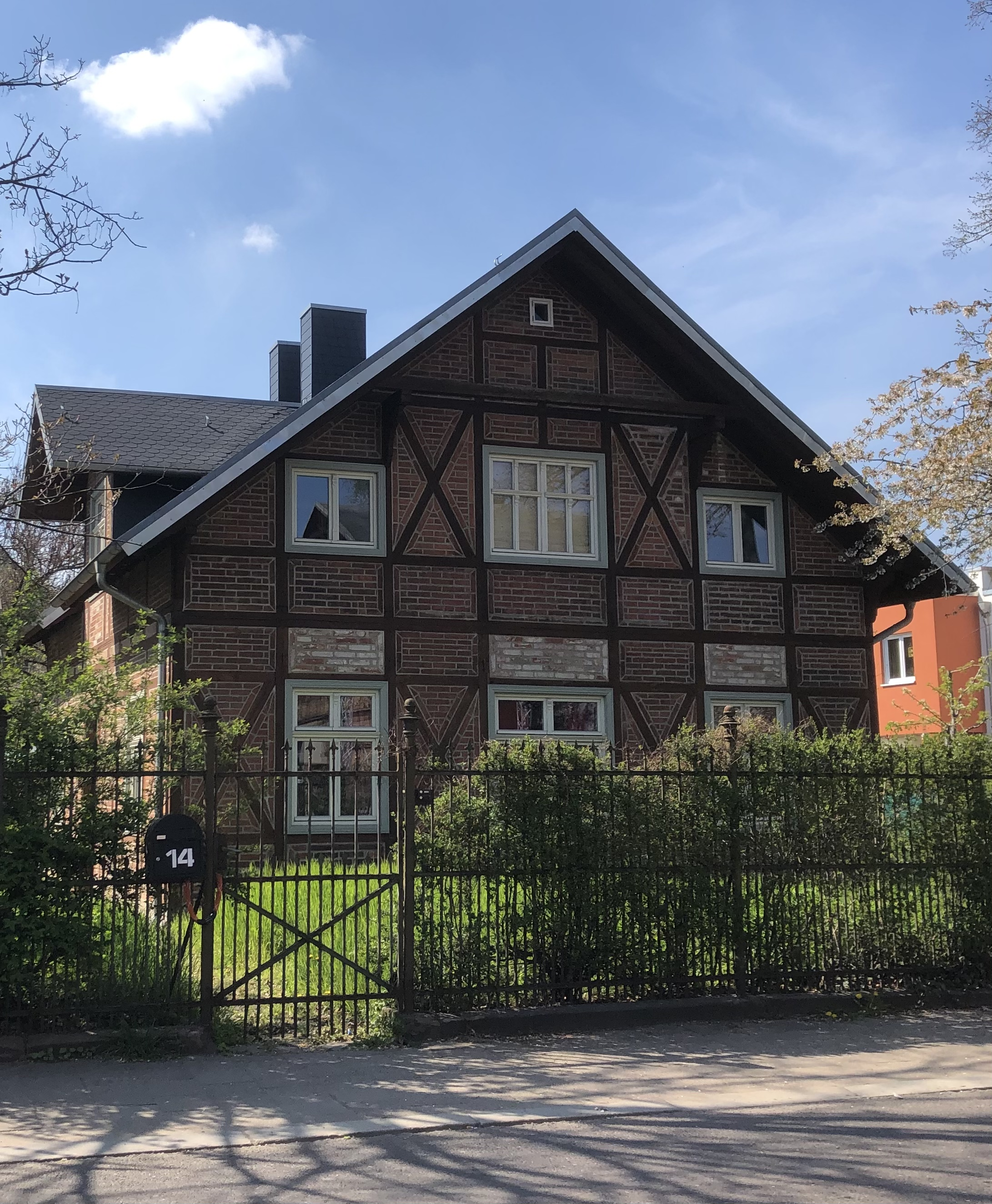
Giebel an der Ostseite, 2021

Das Gebäude Porsestraße 14 ist ein denkmalgeschütztes Wohnhaus in Magdeburg in Sachsen-Anhalt.

## Lage
Es befindet sich auf der Westseite der Porsestraße, in einer Ecklage nördlich der Einmündung des Porse-Privatwegs im Magdeburger Stadtteil Buckau.

## Architektur und Geschichte
Das kleine eingeschossige Fachwerkhaus entstand als Rayonhaus im Vorfeld der Festung Magdeburg vermutlich im letzten Viertel des 19. Jahrhunderts. Das Fachwerk des dreiachsigen Baus ist als gerade Riegel- und Ständerkonstruktion ausgeführt. Zum Teil besteht eine Aussteifung mit Andreaskreuzen. Oberhalb des mittig auf der Südseite angeordneten Eingangs befindet sich ein Zwerchhaus. Bedeckt ist das Gebäude mit einem Satteldach.
Im örtlichen Denkmalverzeichnis ist das Wohnhaus unter der Erfassungsnummer 094 17852 als Baudenkmal verzeichnet.
Das Gebäude bildet mit den benachbarten Rayonhäusern Porsestraße 13, 15 und 17 eine Gruppe dieses Bautyps, wobei die Porsestraße 14 ein bescheidener Bau ist.